# Midnight Man (singel Sandry)
Midnight Man – piosenka niemieckiej piosenkarki Sandry wydany na jej albumie Mirrors w 1986 roku.
Piosenkę napisali Michael Cretu, Hubert Kemmler i Klaus Hirschburger, a wyprodukowali Michael Cretu i Armand Volker. Została ona wydana jako czwarty i ostatni singel z albumu Mirrors na początku 1987 roku i spotkała się ze średnim sukcesem w Niemczech i Belgii.

## Lista utworów
- 7" single

1. „Midnight Man” – 3:03
2. „Mirror of Love” – 4:13

- 12" single

1. „Midnight Man” (Extended Version) – 5:26
2. „Mirror of Love” – 4:13

## Pozycje na listach
| Lista (1986)               | Najwyższa pozycja |
| -------------------------- | ----------------- |
| Belgia (Ultratop Flandria) | 34                |
| Niemcy (Media Control)     | 24                |